# Station Łąg Południowy
Station Łąg Południowy is een spoorwegstation in de Poolse plaats Łąg.